# Трисеребромагний
Трисеребромагний — бинарное неорганическое соединение, интерметаллид
серебра и магния
с формулой Ag3Mg,
кристаллы.

## Получение
- Сплавление стехиометрических количеств чистых веществ:

{\displaystyle {\mathsf {3Ag+Mg\ {\xrightarrow {392^{o}C}}\ Ag_{3}Mg}}}

## Физические свойства
Трисеребромагний образует кристаллы
кубической сингонии (гранецентрированная решётка), параметры ячейки a = 0,4104÷0,4114 нм, Z = 1,
структура типа медьтризолота Au3Cu (с малым тетрагональным искажением)
.
Соединение образуется при температуре 392 °C
и имеет область гомогенности 20÷28,5 ат.% магния.